# Tico-Tico no Fubá
Tico-Tico no Fubá (deutsch: Die Morgenammer im Maismehl) ist ein brasilianischer Choro von Zequinha de Abreu aus dem Jahr 1917. Das ursprünglich reine Instrumentalstück wird auch heutzutage noch gerne in der klassischen lateinamerikanischen Unterhaltungsmusik gespielt, und sowohl von Instrumentalsolisten als auch von großen Sinfonieorchestern häufig als Zugabe gebracht. Seine Beliebtheit beruht auf der eingängigen Melodie und dem temperamentvollen lateinamerikanischen Rhythmus, der an einen Samba erinnert.

## Hintergrund
Der Titel war eigentlich Tico-Tico no Farelo (Farelo = Kleie). Da es jedoch ein gleichnamiges Stück des brasilianischen Gitarristen Américo Jacomino Canhoto (1889–1928) gab, wurde der Titel im Jahr 1931 geändert. 1942 fügte Eurico Barreiros einen Text hinzu, mit dem Ademilde Fonseca einer Aufnahme machte. Einen weiteren Text gibt es von Murilo Alvarenga, der den Untertitel Vamos Dançar, Comadre (deutsch: Lass uns tanzen, Gevatterin) hinzufügte. Den endgültigen, bis heute üblichen, schrieb jedoch Aloysio de Oliveira.
Choro ist eine Art Klagelied, „Fubá“ eine Maismehlart und „Tico-tico“ der portugiesische Name der Morgenammer (Zonotrichia capensis). Die erste Aufnahme, aus dem Jahr 1931, stammt vom „Orquestra Colbaz“ und wurde von der „Columbia Recording Company“ aufgezeichnet.

## Musikalische Struktur
Der Komponist bezeichnet das Lied als Chôro sapéca. Das Tanzlied soll in einem hohen Tempo gespielt werden. Eine Tempoangabe gab es in der ursprünglichen Fassung nicht, weil für die damaligen Interpreten klar war, wie ein solches Stück zu spielen ist. Moderne Partituren und Notenblätter enthalten als Anhaltspunkt die Metronomangabe = 125. Geschrieben ist Tico-Tico, wie der klassische Samba, im ²/₄ - Takt und dauert je nach Interpretation zwischen drei und vier Minuten. Die Tonart wechselt zwischen a-Moll, A-Dur und C-Dur. Nach einer viertaktigen Einleitung aus Oktav-Intervallen mit Auftakt folgt in 16 Takten das erste Thema in a-Moll, das wiederholt wird. Das ebenfalls sechzehntaktige zweite Thema steht in A-Dur und wird ebenfalls wiederholt. Diese Wiederholung kann nach Belieben, im Notenblatt mit ad libitum bezeichnet, eine Oktave höher gespielt werden. Das dritte Thema umfasst ebenfalls 16 Takte, wird wiederholt und steht in C-Dur. Beendet wird das Stück mit dem ersten Thema, das wiederum wiederholt wird und in der schlichten Tonfolge a' - e'' - a'' als Schlusskadenz endet.
Das Stück gibt es in Bearbeitungen und Arrangements für verschiedenste Instrumente und Ensembles. In vielen Orchester- und Ensemblebearbeitungen ist als Melodieinstrument traditionell die Flöte vorgesehen, die als Anspielung auf den Text, in der ein Vogel die Hauptfigur ist, gesehen werden kann.
Der heute bekannte portugiesische Text stammt von Aloysio de Oliveira. In diesem beschwert sich eine ungenannte Person, dass ihr eine Morgenammer das ganze Maismehl wegpickt und sich weder durch die Katze, noch eine Vogelscheuche, oder von einer Falle vertreiben lässt: «O Tico-Tico tá comendo meu fubá» (deutsch: „Die Morgenammer frisst mein Maismehl“). Ervin Drake schrieb eine englische Version dafür (unter dem verkürzten Titel Tico-tico), in welchem der Tico-tico ein Kuckuck in einer Uhr ist.

## Coverversionen
Tico-Tico no Fubá wurde über 60 Mal gecovert. Zu den Musikern, die dieses Stück interpretiert haben, zählen neben Ethel Smith Klaus Wunderlich, Rhoda Scott, Carmen Miranda, Ray Ventura, Xavier Cugat & his Waldorf-Astoria Orchestra, Charlie Parker, Les Paul & Mary Ford, Ferrante & Teicher, Billy Vaughn, Ray Conniff, Percy Faith, Mantovani Orchestra, Caterina Valente & Silvio Francesco, James Last, Tommy Dorsey, Dalida, Taco und Lou Bega.

## Hörproben
- Pianoversion mit eingeblendetem Notenblatt, gespielt von Paul Barton
- 1943: Zaccarias e sua Orquestra im Audioarchiv – Internet Archive
- 1944: Aufnahme der Andrews Sisters
- 2001: Berliner Philharmoniker unter der Leitung von Daniel Barenboim

## Rezeption
- 1942: Walt Disney setzt das Stück in einem Cartoon im Film Saludos Amigos (Donalds Abenteuer in Brasilien) ein.[8][9]
- 1943: Tanz von Maxine Barrett und Don Loper im Musikfilm Thousands Cheer (Nacht der tausend Sterne) von George Sidney.[10]
- 1944: Im Musicalfilm Bathing Beauty (Badende Venus) von George Sidney wird das Lied von Ethel Smith auf der Hammond-Orgel gespielt und erscheint als Schallplatte (Single).[11]
- 1947: Carmen Miranda singt und tanzt das Stück in dem Film Copacabana von Alfred E. Green.[12]
- 1952: Verfilmung des Titels Tico-Tico no Fubá als fiktionale Biografie des Komponisten Abreu durch Adolfo Celi, der Darsteller Anselmo Duarte übernahm den Part des Komponisten. Der Film wurde als Beitrag beim Festival in Cannes gezeigt.[13]